# Automatyka, Podzespoły, Aplikacje
Automatyka, Podzespoły, Aplikacje – ogólnopolski miesięcznik techniczny, poświęcony zagadnieniom automatyki. 
Tematy poruszane na łamach czasopisma to zagadnienia z zakresu automatyki przemysłowej, sterowania oraz pomiarów.